# Дженифър Ашли
Дженифър Ашли (на английски: Jennifer Ashley) е американска писателка, авторка на бестселъри в жанровете исторически любовен роман, романтично фентъзи, романтичен трилър и еротична литература.
Тя е сред водещите писателки на любовни романи и мейнстрийм литература в началото на ХХІ век. Пише като Дженифър Ашли своите исторически любовни романи и романтично фентъзи, а под псевдоним: като Ашли Гарднър (на английски: Ashley Gardner) – исторически трилъри, като Алисън Джеймс (на английски: Allyson James) – паранормални и еротични любовни романи, и със съвместния псевдоним Лорейн Гарднър (на английски: Laurien Gardner) – исторически романи.

## Биография и творчество
Дженифър Ашли Гарднър е родена през 1974 г. в САЩ. От малка е запален читател и постоянен посетител на библиотеката, като израства с мечтата да бъде писателка. Учи в колеж и завършва с магистърска степен по английска литература.
Започва да пише усилено през 1996 г. след като се разболява, претърпява операция и в продължение на 2 години прекарва в къщи. През 1999 г. посещава клас по професионално писане. Първият ѝ исторически любовен роман „Perils of the Heart“ е публикуван през 2002 г. Тогава сключва договор за поредицата исторически трилъри „Капитан Лейси“, чието публикуване започва от следващата година под първия ѝ псевдоним, Ашли Гарднър.
Произведенията на писателката много често са в списъците на бестселърите, и имат многобройни номинации и награди.
Дженифър Ашли живее със семейството си в Аризона. В свободното си време обича туризма, да свири на китара, и да изгражда миниатюрни стаи и куклени къщи в своя дом.

## Произведения

### Като Дженифър Ашли

#### Самостоятелни романи
- Perils of the Heart (2002)
- Confessions of a Lingerie Addict (2005)
- The Queen's Handmaiden (2007)

#### Поредица „Пирати“ (Regency Pirates)
1. Моят съсед пиратът, The Pirate Next Door (2003)
2. Ловецът на пирати, The Pirate Hunter (2004) – издадена и като „The Pirate Hunter's Lady“
3. Училище за пирати, The Care and Feeding of Pirates (2004) – награда на списание „Romantic Times“ и награда „Златно Перо“

#### Поредица „Венгария“ (Nvengaria)
1. Penelope and Prince Charming (2006) – награда на списание „Romantic Times“ за исторически приключенски любовен роман
2. Mad Bad Duke (2006)
3. Highlander Ever After (2008)

#### Поредица „Макензи / Хайленд наслади“ (Mackenzies / Highland Pleasures)
1. The Madness of Lord Ian MacKenzie (2009) – награда на списание „Romantic Times“ за иновативен исторически любовен роман
2. Lady Isabella's Scandalous Marriage (2010)
3. The Many Sins of Lord Cameron (2011)
4. The Duke's Perfect Wife (2012)
4.5. Mackenzie Family Christmas: The Perfect Gift (2012)
5. The Seduction of Elliot McBride (2012)
5.5. The Untamed Mackenzie (2013)
6. The Wicked Deeds of Daniel Mackenzie (2013)
6.5. Scandal and the Duchess (2014)
7. Rules for a Proper Governess (2014)

#### Поредица „Несвързани команди“ (Shifters Unbound)
0.5. Shifter Made (2011)
1. Pride Mates (2010)
2. Primal Bonds (2011)
2.5. Bodyguard (2011)
3. Wild Cat (2012)
3.5. Hard Mated (2012)
4. Mate Claimed (2012)
4.5. Lone Wolf (2013)
5. Tiger Magic (2013)
5.5. Feral Heat (2014)
6. Wild Wolf (2014)

#### Участие в общи серии с други писатели

##### Поредица „Безсмъртните“ (Immortals)
1. The Calling (2005)
4. The Gathering (2007)
5. The Redeeming (2008)
8. The Reckoning (2009) – с Джой Наш и Робин Т. Поп
от серията има още 4 романа от Джой Наш и Робин Т. Поп

#### Сборници
- Christmas Cards from the Edge (2005) – с Лиза Каш и Наоми Нийл
- Just One Sip (2006) – с Кейти Макалистър и Минда Уебър
- A Christmas Ball (2009) – с Емили Брайън и Алиса Джонсън
- Unbound (2013) – с Джейн Джонсън, Анджела Найт и Хана Мартин
- Dark and Dangerous (2013) – с Фелисити Хийтън, Ерин Келисън, Лори Лондон, Карис Рьоне и Бони Ванак

### Като Лорейн Гарднър

#### Самостоятелни романи
- The Spanish Bride: A Novel of Catherine of Aragon (2005)
- A Lady Raised High: A Novel of Anne Boleyn (2006) – награда РИТА
- Plain Jane: A Novel of Jane Seymour (2006)

### Като Ашли Гарднър

#### Поредица „Капитан Лейси“ (Captain Lacey)
1. The Hanover Square Affair (2003)
2. A Regimental Murder (2004)
3. The Glass House (2004)
4. The Sudbury School Murders (2005) – награда на списание „Romantic Times“ за романтичен трилър
5. Body in Berkley Square (2005)
6. A Covent Garden Mystery (2006)
7. A Death in Norfolk (2011)
8. A Disappearance in Drury Lane (2013)

- The Gentleman's Walking Stick (2011)
- The Necklace Affair (2011)

### Като Алисън Джеймс

#### Самостоятелни романи
- Double Trouble (2006)
- Double Shot (2008)
- Catch a Falling Star (2008)
- Howlin' (2009)

#### Поредица „Дракон“ (Dragon)
1. Dragon Heat (2007)
2. The Black Dragon (2007)
3. The Dragon Master (2008) – награда на списание „Romantic Times“ за паранормален любовен роман

#### Поредица „Полубог“ (Demigod)
1. Mortal Temptations (2008)
2. Mortal Seductions (2009)
3. Mortal Sensations (2010) – разказ в „Wedding Favors“

#### Серия „Буревестник“ (Stormwalker)
1. Stormwalker (2010)
2. Firewalker (2010)
3. Shadow Walker (2011)
4. Nightwalker (2012)

- A Little Night Magic (2009) – разказ

#### Поредица „Приказки от Шарийм“ (Tales of the Shareem)
1. Rees (2005)
2. Maia and Rylan (2005)
3. Rio (2009)
4. Aiden And Ky (2007)
5. Calder (2009)
6. Braden (2011)
7. Justin (2012)

#### Сборници
- Hexed (2011) – с Илона Андрюс, Ясмин Галенорн и Джийн С. Стейн
- Private Places (2008) – с Клаудия Сейн, Робин Шьоне и Шайло Уокър
- Dreams of the Oasis Volume I (2006) – с Никол Остин, Пейдж Кукаро, Мила Джаксън, Лиди Миднайт и Йори Стронг
- White Hot Holidays, Vol. I (2006) – с Лани Аамс, Мишел Бардсли, Лора Лей, Макензи Макейд, Триста Ан Майкълс, Крикет Стар, Леда Суон и Мери Уайн
- Seasons of Seduction I (2007) – с Далила Девлин, Лилиан Фейсти, Шерил Куин, Денис Росети и Йори Стронг
- Hot for the Holidays (2009) – с Аня Баст, Анджела Найт и Лора Лей
- Wedding Favors (2010) – с Никита Блек и Шери Уайтфийдър